# جک بلاس
جک بلاس (انگلیسی: Jack Bellas؛ 16 September 1895 – ۱۹۷۷ (۸۱−۸۲ سال)) بازیکن فوتبال بود.